# Dominicus Gollowitz
Dominicus Gollowitz OSB (* 31. Mai 1761 in Geiselhöring; † 9. Mai 1809 in Konzell) war ein Benediktiner in der Abtei Oberalteich und Professor der Theologie an der Universität Ingolstadt bzw. Landshut und am Lyceum in Amberg.

## Biografie
Gollowitz legte 1779 im Benediktinerkloster Oberaltaich die Profess ab und wurde 1784 zum Priester geweiht. Von 1798 bis 1801 Professor der Moral- und Pastoraltheologie an der Universität in Ingolstadt und nach deren Verlegung in Landshut. Von 1801 bis 1804 lehrte er als Professor der Moral- und Pastoraltheologie sowie der Dogmatik am Lyceum zu Amberg. Da sein Professkloster infolge der Säkularisation aufgelöst war, wirkte er ab 1804 als Pfarrer in Konzell, wo er 1809 verstarb.

## Werke (Auswahl)
- Theologiae moralis in systema redactae principia, Straubing 1786.
- Kurze Beschreibung der ... Wallfahrt zu der wunderthätigen Mutter Gottes Maria auf dem Bogenberge, Straubing 1791.
- Religionis Christiano-catholicae veritates theoreticas, Straubing 1789 (mit anderen).
- Historiae ecclesiasticae a Christo nato usque ad Carolom M. epitoma, München 1797 (mit Valentin Stelzer und Coelestin Lang).
- Anweisung zur Pastoraltheologie. 2 Bände. 1804 (1825, 1830 und 1836 neu herausgegeben von G. Fr. Wiedemann, 1851 von Franz Vogl neu bearbeitet als Pastoraltheologie nach den Grundzügen des Dominicus Gollowitz, 6. Auflage).